# Kolan
Kolan (italsky Colane) je vesnice a správní středisko stejnojmenné opčiny v Chorvatsku v Zadarské župě. Nachází se ve vnitrozemí ostrova Pag, asi 8 km jihovýchodně od Novalji, 14 km severozápadně od města Pag a asi 63 km severozápadně od Zadaru. V roce 2011 žilo v Kolanu 379 obyvatel, v celé opčině pak 791 obyvatel.
Do teritoriální reorganizace v roce 2010 byl Kolan součástí opčiny města Pag.
Součástí opčiny jsou celkem tři trvale obydlené vesnice. Ačkoliv je střediskem opčiny vesnice Kolan, jejím největším sídlem je vesnice Mandre. Opčina rovněž zahrnuje neobydlený ostrůvek Mišnjak.
- Kolan – 379 obyvatel
- Kolanjski Gajac – 17 obyvatel
- Mandre – 395 obyvatel

Opčinou prochází státní silnice D106. Nachází se zde bažinatá ornitologická rezervace Kolansko Blato (též Blato Rogoza), jihovýchodně od opčiny je hora Sveti Vid (349 m), což je nejvyšší vrchol ostrova Pag.